# تاوريرت (لمصادفة)
قصر تاوريرت ( لمصادفة):
تقع تاوريرت لمصادفة في بلدية تامست، دائرة فنوغيل، ولاية أدرار في الجزائر.
يحدها من الشمال قصر تامالت ومن الجنوب قصر لحمر، ومن الشرق أراضي شاسعة غير مأهولة، ومن الغرب شريط واحات النخيل. يسكنها أولاد الشيخ المصطفى الكنتي الفهري (لمصادفة) الذي بنى قصره في أعالي «الحدب» في أوائل القرن الحادي عشر الهجري ولازالت أطلاله ماثلة شامخة تتحدى عوادي الزمن ، وبه ضريحه.
ينظر كتاب الزوايا الكنتية أعلاما وجغرافية، وكتاب ديوان الصحراء الدكتور يحيى سيد أحمد.